# Pedro Van-Dúnem Loy
Pedro de Castro dos Santos Van-Dúnem "Loy" (Ícolo e Bengo, 9 de fevereiro de 1942 – Luanda, 23 de setembro de 1997) foi um engenheiro eletricista, diplomata, militar e político angolano. Serviu em várias funções de liderança dentro do Movimento Popular de Libertação de Angola (MPLA) durante a luta de libertação angolana contra o domínio colonial português e dentro do governo do país após alcançar a independência.

## Biografia
Pedro de Castro dos Santos Van-Dúnem nasceu em 9 de fevereiro de 1942 na localidade de Cassoneca, no município de Ícolo e Bengo.
Seu envolvimento com o nacionalismo angolano iniciou quando tinha 17 anos, em 1959, pelo Clube Desportivo Ginásio, fundado por ele e por Balduíno Silva, Mário Santiago, Bea Santiago, Faísca, Manuel da Conceição Neto e Brito Sozinho. O Ginásio era um grupo da estratégia de massas do MPLA para formação política e difusão cultural entre a juventude e servir como elemento de contraespionagem para descobrir informantes do regime salazarista que atuavam na periferia de Luanda.
Fugindo da perseguição da PIDE em Angola, chegou em janeiro de 1963 na cidade de Quinxassa, na República Democrática do Congo, onde se refugiou e, em junho de 1963, foi eleito para a liderança da Juventude do Movimento Popular de Libertação de Angola (JMPLA).
De setembro de 1963 a 1970, estudou engenharia elétrica em Moscou e passou por treinamento militar na União Soviética. Enquanto na União Soviética, com um grupo de estudantes angolanos composto por Maria Mambo Café, Mário Santiago, José Eduardo dos Santos, Amélia Mingas, Brito Sozinho, Ana Wilson, entre outros, formou o Conjunto Nzaji, uma formação musical angolana de grande relevo. Loy era vocalista e compositor do grupo. O grupo chegou a gravar um disco em 1972 na Finlândia pelo selo Eteepäin.
Em 1970, assumiu tarefas logísticas na luta militar contra o domínio colonial português em Angola na Frente Leste do MPLA, tendo como auxiliares diretos José Bula Matadi e Eduardo Manuel Adão Bravo.
Em 1975 serviu como Diretor do Gabinete do Ministro da Defesa. Em 1976, foi nomeado Terceiro Vice-Primeiro-Ministro do governo angolano, assumindo, em 1977, como membro suplente do Conselho Revolucionário do Povo (ou Conselho da Revolução), a primeira legislatura angolana, que foi o parlamento de Angola até 1980. Em 1979, foi-lhe atribuído o cargo de Ministro da Coordenação das Províncias e Municípios.
Em 1980, tornou-se Ministro da Energia (acumulando como Ministro da Coordenação das Províncias e Municípios até 1981). Em 1981 assumiu a chefia do Ministério do Petróleo. Continuou como ministro do ministério combinado quando, em 1986, os ministérios da energia e do petróleo foram fundidos.
Foi Ministro das Relações Exteriores de Angola de 1989 a 1992, período de intensa atividade diplomática em função do rearranjo de poder nas relações internacionais causado pelas Revoluções de 1989 e pela nova ordem geopolítica mundial, trabalhando na reaproximação diplomática com o norte global, na implementação dos Acordos de Nova Iorque e do Protocolo de Brazavile, na assinatura dos Acordos de Bicesse, além da inclusão de Angola na I Conferência de Estado e de Governo dos Países de Língua Oficial Portuguesa e na expansão da Comunidade de Desenvolvimento da África Austral.
Em 1993 foi nomeado governador do Banco Nacional de Angola, com sua última posição pública sendo a de Ministro das Obras Públicas e Assuntos Urbanos de 1996 a 1997, quando renunciou por motivos de saúde.

## Morte
Morreu de um ataque cardiáco em Luanda em 23 de setembro de 1997.

## Homenagens
A Avenida Pedro de Castro Van-Dúnem Loy recebe seu nome, sendo uma das vias rodoviárias mais importantes da Região Metropolitana de Luanda, ligando Luanda, Quilamba Quiaxi e Talatona.
Em novembro de 2011, o Banco Angolano de Investimentos abriu uma sucursal denominada "Comandante Loy" na sua agência bancária no bairro do Morro Bento, no município de Belas.
Existe também o "Consórcio Comandande Loy" que está a construir habitações para veteranos da guerra de libertação em Viana e Ícolo e Bengo.